# Robert Sycz

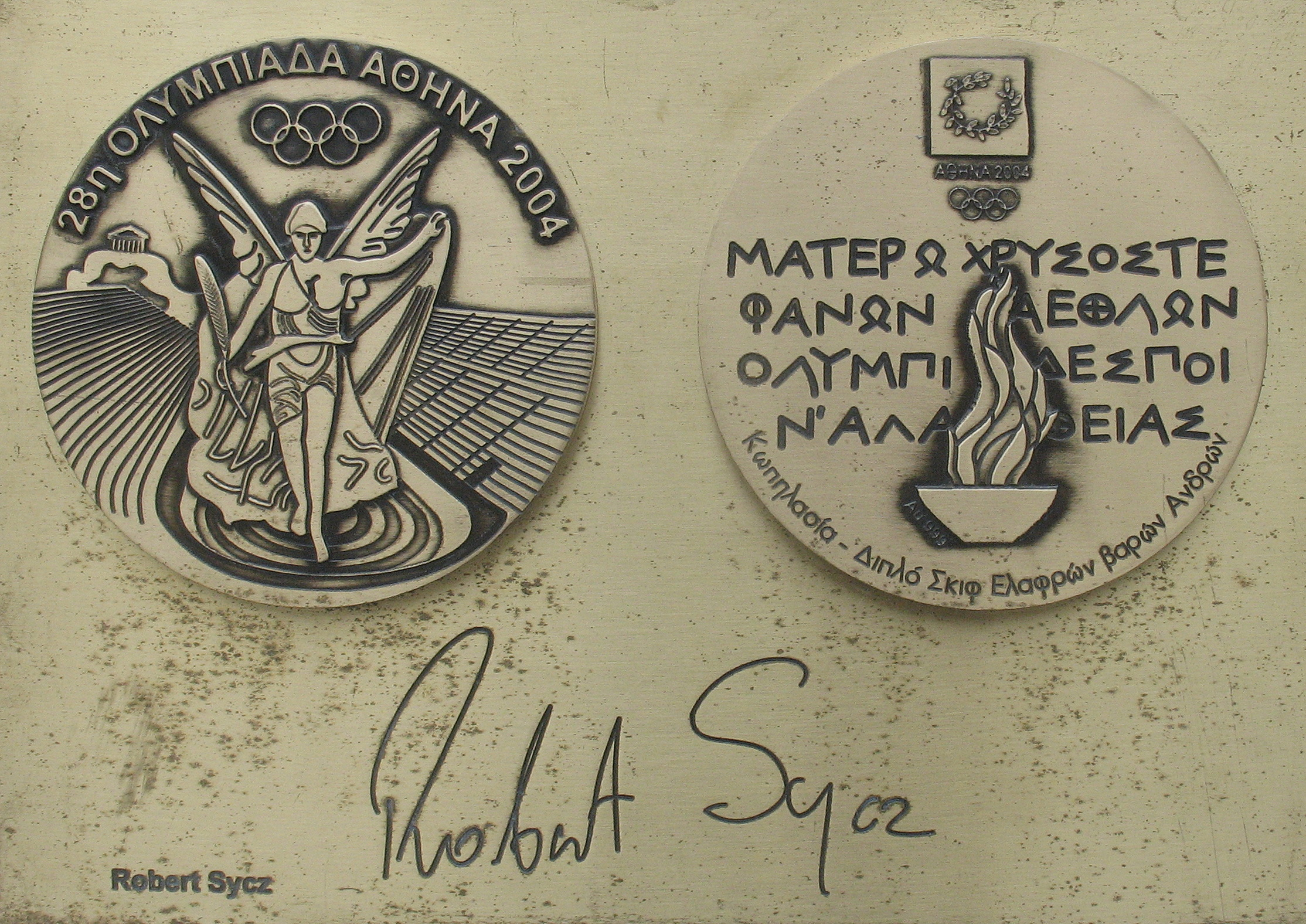
Kopia medalu i autograf w Alei Gwiazd Sportu w Dziwnowie

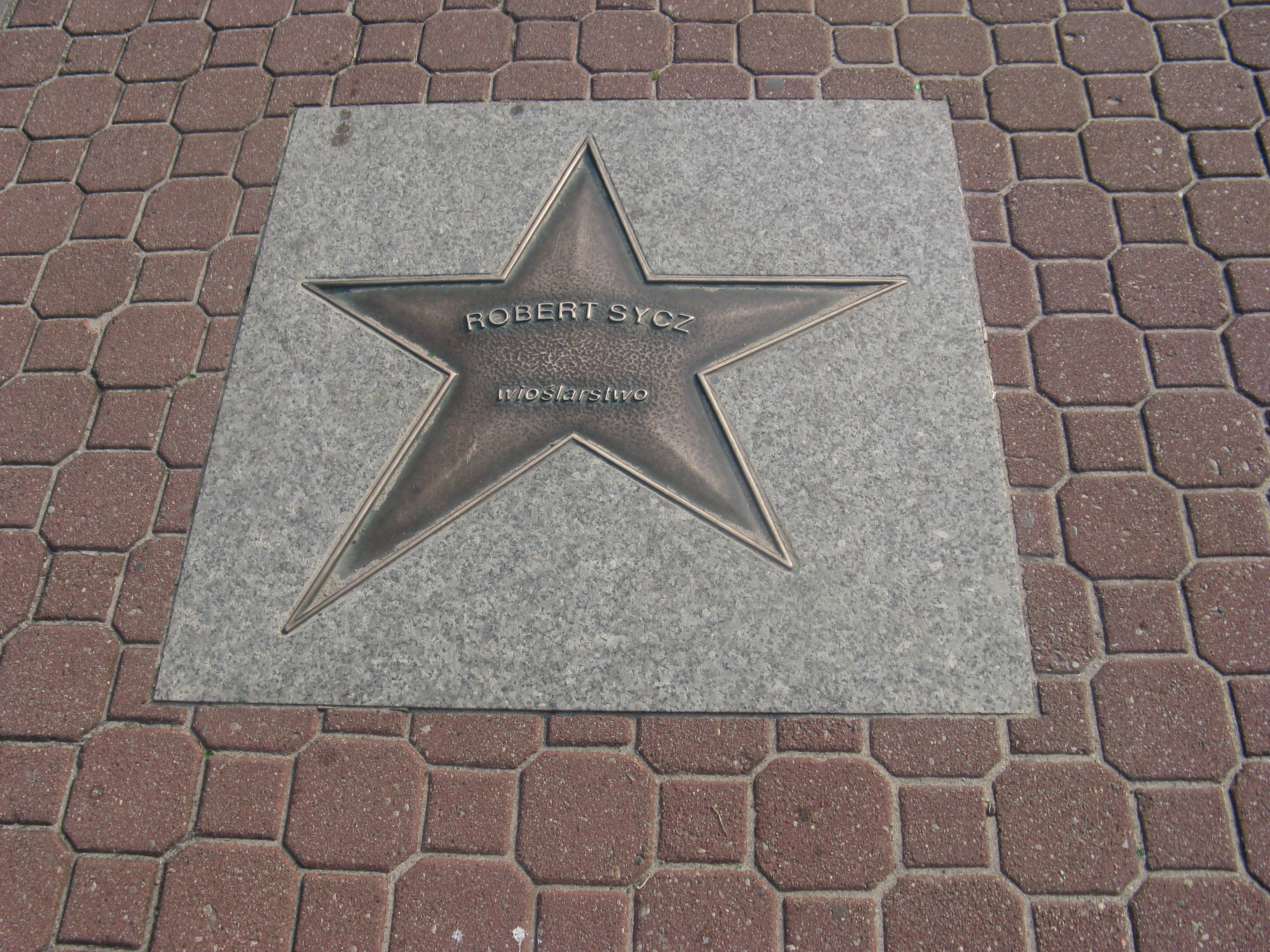
Gwiazda w Alei Gwiazd Sportu we Władysławowie

Robert Sycz (ur. 15 listopada 1973 w Warszawie) − polski wioślarz, dwukrotny mistrz olimpijski (2000, 2004), sześciokrotny medalista mistrzostw świata.

## Życiorys
Karierę sportową rozpoczynał w Szkolnym Wojewódzkim Ośrodku Sportowym nr 2 w Warszawie (1986−1995). Następnie reprezentował kluby Zawisza Bydgoszcz (1996−1998) i LOTTO-Bydgostię Bydgoszcz (1999−2012). Jego trenerem był m.in. Jerzy Broniec.
Na igrzyskach olimpijskich debiutował w 1996 w Atlancie. Razem z Tomaszem Kucharskim wywalczył dwa złote medale na kolejnych igrzyskach olimpijskich w Sydney w 2000 i w Atenach w 2004 w wioślarskiej dwójce podwójnej kategorii lekkiej. Para ta zdobyła też dwukrotnie mistrzostwo świata (1997, 1998) i trzykrotnie wicemistrzostwo (2001, 2002, 2003). Szósty (brązowy) medal mistrzostw świata Robert Sycz wywalczył w 2005 wraz z Pawłem Rańdą. Na mistrzostwach Polski zdobył 54 medale w wioślarstwie (w tym 35 złotych).
Karierę zawodniczą zakończył w 2012. Kontynuował wówczas podjęte w 2008 studia z zakresu organizacji i zarządzania sportem. Zatrudniony został także w LOTTO-Bydgostii Bydgoszcz.
W 2015 został członkiem honorowego komitetu poparcia Bronisława Komorowskiego przed wyborami prezydenckimi. W wyborach parlamentarnych w tym samym roku bez powodzenia kandydował do Sejmu z listy Platformy Obywatelskiej.

## Osiągnięcia
Igrzyska olimpijskie
- 1996 – 7. miejsce (Atlanta)
- 2000 – złoty medal (Sydney)
- 2004 – złoty medal (Ateny)

Medale na innych imprezach światowych
- 1993 – brązowy medal w Pucharze Narodów
- 1997 – złoty medal mistrzostw świata
- 1998 – złoty medal mistrzostw świata
- 2001 – srebrny medal mistrzostw świata
- 2002 – srebrny medal mistrzostw świata
- 2003 – srebrny medal mistrzostw świata
- 2005 – brązowy medal mistrzostw świata

Medale mistrzostwo Polski
- złote – 35
- srebrne – 14
- brązowe – 5

Czternastokrotnie zdobył tytuł drużynowego mistrza Polski w barwach LOTTO-Bydgostia Bydgoszcz (w latach 1999–2012).

## Odznaczenia
Odznaczony przez prezydenta Aleksandra Kwaśniewskiego Krzyżem Kawalerskim (2000) i Krzyżem Oficerskim (2004) Orderu Odrodzenia Polski. W 2012 otrzymał tytuł „Superczempiona” w Plebiscycie „Przeglądu Sportowego” na najlepszego sportowca roku (wraz z Mateuszem Kusznierewiczem)